# Juan María Balier Elorriaga
Juan María Balier Elorriaga (Durango, 1941 - Durango, 12 de desembre de 2012) va ser un ciclista basc, professional del 1961 al 1964.
Un cop retirat va fundar l'equip amateur Cafés Baqué i més tard també va dirigir l'equip femení del Durango-Bizkaia.
En homenatge seu, la Durango-Durango Emakumeen Saria, una cursa que va impulsar a crear-se, va passar a anomenar-se també "Memorial Juan María Balier".

## Palmarès
- 1962
  - 1r al Gran Premi de Laudio